# Eriococcus piptandeniae
Eriococcus piptandeniae är en insektsart som beskrevs av Hempel 1937. Eriococcus piptandeniae ingår i släktet Eriococcus och familjen filtsköldlöss. Inga underarter finns listade i Catalogue of Life.